# Aster albanicus
Aster albanicus là một loài thực vật có hoa trong họ Cúc. Loài này được (Degen) Degen mô tả khoa học đầu tiên.